# El Tepozán, Santa María del Río
El Tepozán är en ort i Mexiko.   Den ligger i kommunen Santa María del Río och delstaten San Luis Potosí, i den centrala delen av landet, 300 km nordväst om huvudstaden Mexico City. El Tepozán ligger 1 827 meter över havet och antalet invånare är 456.
Terrängen runt El Tepozán är kuperad åt sydost, men åt nordväst är den platt. Runt El Tepozán är det ganska glesbefolkat, med 22 invånare per kvadratkilometer. Närmaste större samhälle är Santa María del Río, 7,2 km öster om El Tepozán. Omgivningarna runt El Tepozán är i huvudsak ett öppet busklandskap.